# Antiteism
Antiteismul (uneori scris anti-teism) este opoziția activă față de teism. Etimologia cuvântului își are rădăcinile în grecescul anti- și theismos. Termenul are o aplicabilitate largă; în contexte seculare se referă de obicei la opoziția directă față de religia organizată sau credința în orice formă de zeitate, în timp ce într-un context teist, se referă uneori la opozița față de unul sau mai mulți zei specifici.

## Opoziția față de teism
Un antiteist este definit de către Oxford English Dictionary ca „individ ce se opune credinței în existența unui zeu”. Cea mai veche referire la acest înțeles datează din 1833. Un antiteist se poate opune credinței în existența unuia sau mai multor zei, nu neapărat unuia în particular.
Antiteismul a fost adoptat ca denumire pentru aceia care sunt de părere că teismul este periculos și distructiv. Un exemplu al acestei opinii este demonstrat în Letters to a Young Contrarian (2001), în care Christopher Hitchens scrie: Nu sunt nici măcar ateu pe cât sunt antiteist; „Nu susțin doar că religiile sunt variante ale aceluiași neadevăr, ci și că influența bisericilor, precum și efectele credinței religioase, sunt fără îndoială nocive.”